# Izumi, Kagoshima
Izumi (出水市 Izumi-shi) là một thành phố thuộc tỉnh Kagoshima, Nhật Bản.